# Doppelhakenhof
Der Doppelhakenhof ist eine Weiterentwicklung des Zwerchhofes, die vorwiegend im Weinviertel als Form des Bauernhofes zu finden ist.
Bei dieser Form des Mehrseithofes ist der Wohntrakt straßenseitig quer an die übrigen Gebäudetrakte angefügt, wodurch sich ein U-förmiger Grundriss ergibt. In Fällen, bei denen es die Grundstückslage erfordert, kann sich der Wohntrakt in einem der zur Straße hin ausgerichteten Seitentrakte befinden.